# 日本赤十字看護大学
日本赤十字看護大学（にほんせきじゅうじかんごだいがく、英語: Japanese Red Cross College of Nursing）は、東京都渋谷区広尾四丁目1番3号に本部を置く日本の私立大学。1890年創立、1986年大学設置。大学の略称は日赤（にっせき）。

## 概観

### 大学全体
日本赤十字看護大学（にほんせきじゅうじかんごだいがく）は、日本赤十字社の関連団体である学校法人日本赤十字学園が設置、運営する看護学部のみを有する4年制大学である。前身は日本赤十字中央女子短期大学、1986年に4年制大学に昇格した。
2005年4月には日本赤十字武蔵野短期大学と統合し、キャンパスが広尾と武蔵野の2ヶ所になった。現在は武蔵野赤十字病院施設整備事業（改築工事）のため、2020（令和2）年度までは武蔵野キャンパスの一部を休止している。2019年現在、広尾キャンパスが学生の主たる拠点となっている。
2019年7月には文部科学省の認可を受け、2020年4月よりさいたま看護学部を埼玉県さいたま市中央区に開設した。

### 建学の精神
建学の精神は赤十字の「人道」にあるとしている。いかなる場合においても一人ひとりの尊厳を守り、人々が有する平和と健康に生きる権利を、看護を通し広く社会に、さらには国際的な分野においても実現するために、看護学に関する専門分野の教育、研究を行うことを目指す、としている。

## 沿革

### 大学のあゆみ
- 1890年（明治23年）日本赤十字社病院における看護婦養成を前身とする。
- 1946年（昭和21年）財団法人日本赤十字女子専門学校を設立。
占領軍により東京看護教育模範学院として聖路加女子専門学校と共同教育を行う。（1953年（昭和28年）まで）
- 1954年（昭和29年）学校法人日本赤十字女子短期大学を設立。
- 1966年（昭和39年）学校法人日本赤十字学園が認可、日本赤十字中央女子短期大学と改称。
- 1986年（昭和61年）日本赤十字看護大学を設置。
- 1990年（平成2年）創立100周年。
- 1993年（平成5年）大学院 看護学研究科（修士課程）を設置。
- 1995年（平成7年）大学院 看護学研究科（博士後期課程）を設置。
- 1996年（平成8年）看護学部を男女共学制化。
- 1998年（平成10年）3年次編入学制度を開始。
- 2005年（平成17年）日本赤十字武蔵野短期大学を統合。
- 2007年（平成19年）大学院 看護学研究科 修士課程 国際保健助産学専攻を設置。
- 2010年（平成22年）大学院 看護学研究科 修士課程 看護学専攻（実践コース）を設置。
- 2016年（平成28年）大学創立30周年を迎える。
- 2020年（令和2年）埼玉県さいたま市中央区にさいたま看護学部を開設。

### 他大学等との協定
- 2000年（平成12年）コロラド大学・保健科学センターと学術協力促進に関する協定を締結。
- 2008年（平成20年）スウェーデン赤十字大学（英語版）と研究・開発の協力促進に関する協定を締結。
- 2013年（平成25年）タイ赤十字看護大学と看護教育および研究にかかる交流・教育に関する協定を締結。
- 2014年（平成26年）チュラロンコン大学、ラ・ソース大学（フランス語版）と看護教育および研究・開発促進に関する協定を締結。
- 2015年（平成27年）フィリピン大学と看護教育および研究・開発の協力促進に関する協定を締結。
- 2016年（平成28年）カンボジア健康科学大学と看護教育および研究・開発の協力促進に関する協定を締結。
- 2018年（平成30年）和歌山県湯浅町および早稲田大学人間科学学術院と教育・研究・学生交流に関する協定を締結。
セントアンソニー看護大学と教育および看護研究における相互協力促進に関する協定を締結。
グランドバレー州立大学と国際化・文化交流推進に関する協定を締結。

## 基礎データ

### キャンパス

#### 広尾キャンパス（現存）
- 所在地：東京都渋谷区広尾4丁目1番3号
- 設置学部・学科：看護学部、看護学研究科（大学院）
- 近隣・併設施設：日本赤十字社医療センター、日本赤十字社医療センター附属乳児院、日本赤十字社総合福祉センター等が同じ敷地内にある
- 在学者数：745人（2019年5月1日現在）[4]

#### 武蔵野キャンパス（現存）
- 所在地：東京都武蔵野市境南町1丁目26番33号
- 近隣・併設施設：武蔵野赤十字病院が同じ敷地内にある
- 備考：現在は実習等の拠点となっている

#### 大宮キャンパス（2020年4月開設）
- 所在地：埼玉県さいたま市中央区上落合8丁目7番19号
- 設置学部・学科：さいたま看護学部
- 近隣・併設施設：さいたま赤十字病院が徒歩圏内（約1km）にある

## 教育および研究

### 組織

#### 学部
- 看護学部
  - 看護学科

- さいたま看護学部
  - 看護学科

#### 大学院
- 看護学研究科
  - 看護学専攻（修士課程）
  - 国際保健助産学専攻（修士課程）
  - 看護学専攻（博士後期課程）
  - 共同災害看護学専攻（DNGL）（5年一貫制博士課程）

附属機関
- 看護実践・教育・研究フロンティアセンター
- 災害救護研究所

### 研究
- 過去の科学研究課題名一覧（文部科学省 科学研究費補助金交付状況）
- 学校法人日本赤十字学園「赤十字と看護・介護に関する研究」採択状況

## 学生生活

### 学内奨学金
- 日本赤十字看護大学伊藤・有馬記念基金
  - 学生奨学金（給付）
  - 学生外国留学奨励金（給付）
- 日本赤十字看護大学同窓会奨学金
  - 保護者会奨学金（給付）
  - 海外留学奨学金（給付）
- 日本赤十字社奨学金制度
- (財)日本赤十字社看護師同方会奨学資金

## 大学関係者

### 歴代学長
| 代   | 氏名       | 在任期間        | 備考                                                               |
| ---- | ---------- | --------------- | ------------------------------------------------------------------ |
| 初代 | 小林隆     | 1986年 - 1992年 | 日本赤十字社医療センター初代院長、東京大学医学部長・名誉教授       |
| 2代  | 高橋政夫   | 1992年 - 1994年 | 元日本赤十字社衛生部長                                             |
| 3代  | 樋口康子   | 1994年 - 2007年 | フローレンス・ナイチンゲール記章受章者、日本赤十字看護大学名誉学長 |
| 4代  | 濱田悦子   | 2007年 - 2011年 |                                                                    |
| 5代  | 高田早苗   | 2011年 - 2019年 |                                                                    |
| 6代  | 守田美奈子 | 2019年 -        |                                                                    |

### 出身者
- 川島みどり（日本赤十字女子専門学校卒業（第4回生）、看護師、看護学者。日本赤十字看護大学名誉教授、フローレンス・ナイチンゲール記章受章者）
- 阿保順子（日本赤十字女子短期大学卒業、看護師、看護学者。北海道医療大学名誉教授、長野県立大学名誉教授）
- 石井トク（日本赤十字女子短期大学卒業、看護師、助産師、看護学者、医学博士。日本赤十字北海道看護大学元学長、岩手県立大学名誉教授）
- 新道幸惠（日本赤十字女子短期大学卒業、看護師、助産師、看護学者、医学博士。日本赤十字広島看護大学元学長、青森県立保健大学元学長）
- 久間圭子（日本赤十字女子短期大学卒業、看護師）
- 中川有加（日本赤十字看護大学卒業、静岡県立大学看護学部准教授）
- 西村ユミ（日本赤十字看護大学卒業、東京都立大学健康福祉学部教授、日本学術会議会員）
- 高崎春（日本赤十字看護大学卒業、フジテレビアナウンサー）